# Trần Thị Kim Vân
Trần Thị Kim Vân (sinh 1959) là đại biểu Quốc hội Việt Nam khóa X. Bà thuộc đoàn đại biểu Bình Dương.
Tên thường gọi: Trần Thị Kim Vân
Ngày sinh: 29/12/1959
Giới tính: Nữ
Dân tộc: Kinh
Tôn giáo: Không
Quê quán: Xã Thới Thạnh, huyện Ô Môn, Cần Thơ
Trình độ chuyên môn: Kỹ sư Thủy lợi
Nghề nghiệp, chức vụ: Uỷ viên Ban thường vụ Tỉnh uỷ, Giám đốc Sở Nông nghiệp và Phát triển nông thôn tỉnh Bình Dương, Uỷ viên Uỷ ban Pháp luật của Quốc hội, Thư ký kỳ họp Quốc hội
Nơi làm việc: Sở Nông nghiệp và Phát triển nông thôn tỉnh Bình Dương
Nơi ứng cử: Bình Dương
Đại biểu Quốc hội khoá: X
Đại biểu chuyên trách: Không
Đại biểu Hội đồng Nhân dân: Không